# Daniel Casey
Pour les articles homonymes, voir Casey.
Daniel Casey, né le 1er juin 1972 à Stockton-on-Tees, est un acteur anglais. Il est connu pour le rôle du Sergent Gavin Troy dans la série Inspecteur Barnaby.

## Biographie
Il a grandi à Stockton-on-Tees, en Angleterre.
Son père, Luke Casey, était journaliste de télévision et présentateur.
Daniel Casey a fréquenté le Grey College de Durham, où il a obtenu un BA en littérature anglaise avant de poursuivre une carrière d'acteur.
Après sept ans dans Inspecteur Barnaby, Daniel a décidé que le moment était venu d'essayer de nouvelles choses.
"J'étais juste conscient que je ne voulais pas rester trop longtemps avec la même chose et je voulais me diversifier", explique-t-il.
Depuis lors, il est un habitué de la scène et est apparu dans des séries telles que Steel River Blues, Doctors, The Bill et Silent Witness.
Le 28 janvier 2022, il part en tournée théâtrale jouant le rôle du professeur Plum dans Cluedo.

## Filmographie

### Télévision
- 1994 : Cracker (épisode : To Be a Somebody: Part 3) (série télévisée) : Policeman
- 1995 : Harry  (série télévisée) : Geoffrey
- 1996 : Our Friends in the North (série télévisée) : Anthony Cox
- 1996 : Médecins de l'ordinaire (Peak Practice) (épisode : New Horizons) ( (série télévisée) : Colin Bentley
- 1996-2007 : The Bill (série télévisée)
- 1997 : The Wingless Bird (série télévisée) : Robbie Felton
- 1997 : Inspecteur Frost (A touch of Frost) (épisode : Penny for the Guy) ( (série télévisée) : Ian Grafton
- 1997 : The Grand (série télévisée) : James Cornell
- 1997-2008 : Inspecteur Barnaby (Midsomer Murders) : Gavin Troy [3]
- 1999 : Poltergests (épisode : Love Me Brenda) (série télévisée) : Barry
- 2003 : Ash & Scribbs (épisode : Beyond Guilt) (série télévisée) : Donald Gibbs
- 2003 : French and Saunders (épisode : French and Saunders Actually) (série télévisée) : DS Troy
- 2003 : Ash & Scribbs (épisode : Stag Night) (série télévisée) :  Simon Weaver
- 2004 : Steel River Blues (série télévisée) : Tony Barnes
- 2005 :Hex : La Malédiction (Hex) (épisode With a Little Help from My Friends) : Dr. Garrett
- 2006-2011 : Doctors (série télévisée)
- 2007 : Naufrage, Terreur sur la Tamise (The Marchioness Disaster) (TV) : Douglas Henderson
- 2007 : The Royal (épisode : Love and Loss) : David Hibbert
- 2009 : M.I. High (épisode : Operation Flopsy) (série télévisée) : Chief Agent Shaw
- 2010 : Inspecteur Gently  (Inspector George Gently) (épisode : Gentle Evil) ( (série télévisée) : Alan Charlton
- 2011 : Marchlands  (série télévisée) : Scott Maynard [4]
- 2012-2017 : Casualty (série télévisée)
- 2012 : Londres, police judiciaire (Law & Order: UK) (épisode Mortal) (série télévisée) : Gordon Urquart
- 2016 : Coronation Street (série télévisée) : Tom Finaly
- 2017 : Theresa vs. Boris: How May Became PM de Justin Harding (documentaire) : Gavin Williamson
- 2017 : EastEnders (série télévisée) : Tom Bailey
- 2018 : Emmerdale Farm (série télévisée) : Terry

### Cinéma
- 2014 : Under de Dean Loxton : L'homme [5]
- 2022 : The Long Walk de Vignesh Vyas : Tom James [6]

## Théâtre
- 2022 : Cluedo  Mise en scène de Mark  Bell avec Michelle Collins[7].

## Vie privée
Marié à Ellie Casey (octobre 2005-) 2 enfants (Rafferty et Milo)